# Moll Flanders

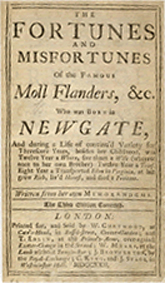
Erstausgabe von 1722

Moll Flanders, im englischen Originaltitel The Fortunes and Misfortunes of the Famous Moll Flanders, ist ein von Daniel Defoe verfasster und 1722 erschienener Roman.
Der Roman beschreibt in der Form einer Ich-Erzählung das Leben von Moll Flanders, einer fiktiven Figur, in der sich aber Teile von realen Persönlichkeiten (unter anderem der des Autors) wiederfinden lassen.

## Inhalt
Moll Flanders wächst als Waisenkind auf und wird mit ihrer klugen, aber auch naiven Art zu einem beliebten Kind bei einigen wohlhabenden Familien. Als sie für das Waisenhaus zu alt wird, nimmt sie eine dieser Familien auf. Nach einigen Jahren verliebt sie sich in den ältesten Sohn der Familie, der jedoch seine Liebe zu ihr nicht öffentlich machen kann, weil es nicht angemessen für ihn wäre, ein Hausmädchen zu heiraten. Die Erkenntnis, dass sie wie eine Hure behandelt und benutzt wurde, ist für Moll ein harter Schlag. Der jüngere Bruder dagegen steht zu seiner Liebe zu Moll und heiratet sie schließlich, nachdem der ältere Bruder sie dazu überredet.
Nach einigen Jahren stirbt Molls Ehemann plötzlich und sie ist alleine. Um finanziell abgesichert zu sein, ist es für Moll allerdings notwendig, wieder einen Mann zu finden. Sie heiratet einen Tuchhändler, der jedoch nach einiger Zeit bankrottgeht und das Land verlassen muss. Er stellt es Moll frei, einen anderen Mann zu finden.
Da Moll finanziell nicht mehr sehr gut gestellt ist, ist es für sie auch schwer, einen anderen Mann zu finden, der ihr die nötige Sicherheit geben kann. Folglich gibt sie sich reicher, als sie ist. Durch ihre Klugheit ist ihr neuer Mann nicht böse, dass sie relativ arm ist, aber er möchte mit ihr in die Neue Welt auf seine Plantagen und zu seiner Mutter ziehen.
Nach einigen Jahren erkennt Moll bei einem Gespräch mit ihrer Schwiegermutter, dass es sich bei ihr um ihre leibliche Mutter handelt und dass ihr Mann ihr Halbbruder ist. Von der Vorstellung, mit ihrem eigenen Bruder zu schlafen, angeekelt, geht Moll nach England zurück. Für einige Jahre lebt sie mit einem Gentleman in einer wilden Ehe zusammen. Nach einer religiösen Erfahrung beendet dieser jedoch die Beziehung.
Moll gibt sich mit Hilfe einer Freundin wiederum reicher, als sie ist, und findet einen neuen Ehemann. Kurz nach der Hochzeit stellt sich jedoch heraus, dass auch ihr neuer Mann arm ist. Obwohl Moll echte Gefühle für ihren Mann hat, verlässt er sie.
Von ihrem Ehemann geschwängert, begibt sich Moll in die Hände einer Hebamme, die vor allem alleinstehende Frauen aus unteren Schichten betreut.
Nachdem sie dafür gesorgt hat, dass ihr Kind versorgt wird, heiratet Moll einen Bankier, der schon seit einiger Zeit ihre Finanzen verwaltet, der aber nicht weiß, dass Moll inzwischen geheiratet und ein Kind bekommen hat. Der Banker stirbt, weil er es nicht verwinden kann, bei einem finanziellen Geschäft große Verluste erlitten zu haben.
Mittellos wendet sich Moll wieder an die Hebamme, die, inzwischen ebenfalls von Schicksalsschlägen gebeutelt, viel von ihrer vormaligen guten Situierung eingebüßt hat. Unter ihrer Obhut beginnt Moll ein erfolgreiches Leben als Diebin und Prostituierte. Obwohl sie nach einiger Zeit längst genug Geld hat, kann sie mit dem Stehlen nicht aufhören. Eines Tages wird sie schließlich gefasst, in das Newgate gebracht und zum Tode verurteilt. In mehreren Gesprächen wird Moll von einem warmherzigen Geistlichen, den ihr ihre Hebamme vermittelt hatte, zur Abkehr von ihren Sünden bewogen. Aufgrund ihrer Reue wird die Strafe abgemildert und sie soll in die Neue Welt deportiert werden. Im Gefängnis trifft sie ihren früheren (Lancashire-)Ehemann wieder, der sich ihr gegenüber als reich ausgegeben hatte.
Nachdem Moll ihn in langen Gesprächen überredet hat, sie zu begleiten, werden beide gemeinsam nach Amerika deportiert und kaufen sich von dem Geld, das Moll in ihrer Zeit als Kriminelle „erworben“ hat, eine Plantage mit Sklaven. In Amerika tritt Moll außerdem noch das Erbe ihrer Mutter an.
Im hohen Alter kehren Moll und ihr Mann wohlhabend nach London zurück.

## Ausgaben
Bücher
- Daniel Defoe: Glück und Unglück der berühmten Moll Flanders. Die im Zuchthaus geboren wurde, zwölf Jahre Dirne, acht Jahre deportierte Verbrecherin in Virginien war, schliesslich ehrbar lebte und reuig starb; beschrieben nach ihren eigenen Erinnerungen („The fortunes and misfortunes of the famous Moll Flanders“). Beck, München 1991, ISBN 3-406-34237-X (Bibliothek des 18. Jahrhunderts).
- Harold Bloom (Hrsg.): Daniel Defoes „Moll Flanders“. Chelsea House Publ., New York 1987, ISBN 0-87754-947-8.
- Daniel Defoe: Moll Flanders. The Modern Library, New York 1994, ISBN 0-679-60133-3.

Hörbücher
- Daniel Defoe: Moll Flanders. AudioGO, Bath 2011, ISBN 978-1-60283-941-0 (12 CDs, gelesen von Janet Suzman).
- Daniel Defoe: Moll Flanders. Radioropa Hörbuch, Daun 2006, ISBN 978-3-86667-604-6 (11 CDs, gelesen von Gabriele Zorn).

## Verfilmung
- 1965 verfilmt mit Kim Novak als Moll Flanders unter dem Titel Die amourösen Abenteuer der Moll Flanders
- 1996 erschien eine freie Adaption namens Moll Flanders von Pen Densham mit Robin Wright Penn und Morgan Freeman
- 1996 als Fernsehfilm mit Alex Kingston und Daniel Craig (Granada International, dt. Titel: Die skandalösen Abenteuer der Moll Flanders)